# 국가의 적
국가의 적(Enemy of the state)이란 반역죄 같이, 국가에 대항하는 특정 범죄들을 저지른 사람을 말한다. 국가의 적은 일반 범죄자들과 달리, 재판없이 살해되는 경우가 많다.

## 역사
고대 로마에선 살생부(Proscription lists)가 정적 숙청의 수단으로 쓰였다. 기원전 82년 개혁파와의 쟁투에서 이긴 원로원파의 독재관 술라는 '국가의 적'이라는 이름으로 반대파 1600여 명의 명단을 포룸 로마눔 광장에 내걸었다. 이름이 오른 자는 시민권이 박탈된다. 누구든 그를 죽여도 처벌받지 않을 뿐 아니라 오히려 상금까지 받았다. 기원전 42년 옥타비아누스, 안토니우스, 레피두스로 이뤄진 제2차 삼두정에서도 살생부가 나왔다.
1453년 계유정난(癸酉靖難) 때 수양대군의 책사 한명회가 작성한 살생부도 있다. 수양대군이 어린 단종을 보호하던 훈신들을 척살하고 정권을 잡은 쿠데타. 김종서를 철퇴로 죽인 수양대군은 경복궁을 장악하고는 단종의 명을 빙자해 대신들을 입궐시켰다. 살생부에 따라 공조판서 정인지, 참판 이계전 등은 살아 남았고 영의정 황보인, 좌찬성 이양, 우찬성 조극관 등이 죽었다.
1927년부터 1953년까지 소련 스탈린주의 시대 때는, 인민의 적(Enemy of the people)이라는 게 있었다.
나치 독일에서는 히틀러가 유태인을 국가의 적이라고 선언했다.
미국 연방수사국(FBI)을 창설한 존 에드거 후버 당시 FBI 국장은 1949년 UPI 통신 전신인 INS 편집국장으로부터 솔깃한 제안을 받는다. 죄질이 나쁘고 수사당국이 반드시 검거할 필요가 있는 범죄자 10명을 지정해 공개수배하는 게 어떠냐는 것이었다. 이를 괜찮은 아이디어라고 생각한 후버 국장은 1950년 3월 11일 최초의 FBI 10대 지명수배자(en:FBI Ten Most Wanted Fugitives) 명단을 확정, 발표했다.
2012년 5월 29일, 뉴욕 타임스는 버락 오바마 미국 대통령이 무인기(드론)를 이용한 테러 용의자 제거의 대상이 되는 살생부(Kill List)를 만드는 데 직접 관여해 최종 결정을 내린다고 보도했다. 살생부는 매주 화요일 백악관 상황실에서 오바마 대통령과 20여명의 안보 관계자들이 참석한 가운데 진행되는 이른바 '테러 화요일'이라는 비밀회의에서 최종 결정된다. 이 회의는 국방부와 중앙정보국(CIA)에서 1차로 걸러 올라온 대상자들의 상반신 사진과 짧은 이력을 검토하는 방식으로 진행된다. 대상자는 예멘과 소말리아, 파키스탄 지역에서 활동하는 테러 용의자들이다. 결정 과정에서 대통령의 판단에 핵심 조언을 하는 인물은 25년간 중앙정보국에서 근무했던 존 브레넌 백악관 대테러 보좌관이다. 부시 행정부 때 40여 건에 불과했던 무인기 공격이 오바마 행정부 들어 360건 이상으로 크게 늘었는데, 무인기 전략의 총설계자가 존 브레넌이기 때문이다.

## 같이 보기
- 인민의 적
- 공공의 적
- 에너미 오브 스테이트 - 미국 영화
- FBI 지명 수배 테러범(영어판)
- 을사오적